# Požární bezpečnost staveb
Požární bezpečnost staveb je obor, který se zabývá předcházením rizik vzniku a důsledků požáru v budovách.
Řeší především bezpečnou evakuaci osob, člení budovy na požární úseky, zabývá se dimenzováním a bezpečností únikových cest a východů, jejich vybavením (např. nouzové osvětlení, evakuační výtahy) a provedením (např. panikové kování), dobou evakuace, počtem zásahových cest. Stanovuje optimální počty osob pro únikové cesty a východy. Posuzuje nutnost umístění požárně bezpečnostních zařízení (např. požární signalizace, samočinného stabilního hasicího zařízení, požárních hydrantů, zařízení pro odvod kouře a tepla). Hodnotí stavební konstrukce z hlediska požární odolnosti (odpadávání, odkapávání, hořlavost apod.), technická zařízení v budově podle dalších hledisek bezpečnosti (udržení funkčnosti, vliv na zdraví při hoření).

## Historie
Historie požární bezpečnosti staveb ČR tak, jak ji známe dnes, začíná v roce 1974, kdy byl vytvořen, pod vedením Ing. Vladimíra Reichela, základ řady technických norem řešících požární bezpečnost staveb. Zároveň byla vydána řada publikací Zabraňujeme škodám, která měla poskytnout informace o širších souvislostech nově vznikající koncepce požární bezpečnosti.